# Consonante dentale

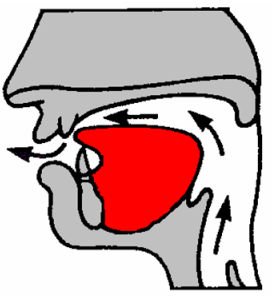

In fonetica articolatoria, una consonante dentale è una consonante, classificata secondo il proprio luogo di articolazione, che fa parte del più ampio gruppo delle consonanti con articolazione dentale-alveolare, il quale comprende anche le consonanti alveolari e postalveolari, le cui differenze sono in genere trascurate se non nel caso delle fricative.
Una consonante dentale viene articolata accostando la punta o apice della lingua ai denti incisivi superiori, in modo che l'aria, costretta dall'ostacolo, produca un rumore nella sua fuoriuscita.

## Le consonanti
Per le consonanti di questo gruppo, si rimanda alla voce consonante alveolare: a differenziarsi da esse, sono solo le consonanti fricative, che l'alfabeto fonetico internazionale elenca come:
- [n̪] Nasale dentale
- [t̪] Occlusiva dentale sorda
- [d̪] Occlusiva dentale sonora
- [θ] Fricativa dentale sorda
- [ð] Fricativa dentale sonora
- [ð̞] Approssimante dentale

Altri simboli:
- [ɗ̪̊] Implosiva dentale sorda
- [ɗ̪] Implosiva dentale sonora
- [θʼ] Eiettiva dentale fricativa
- [ǀ] Clic centrale dentale
- [ǁ̻] Clic laterale dentale